# Arctosa kolosvaryi
Arctosa kolosvaryi là một loài nhện trong họ Lycosidae.
Loài này thuộc chi Arctosa. Arctosa kolosvaryi được Lodovico di Caporiacco miêu tả năm 1947.